# Trypauchen taenia
Trypauchen taenia és una espècie de peix de la família dels gòbids i de l'ordre dels perciformes.

## Hàbitat
És un peix marí, de clima tropical i demersal.

## Distribució geogràfica
Es troba al Mar de la Xina Meridional.

## Observacions
És inofensiu per als humans.